# تپه زیویه (گنکه سوراخ)
تپه زیویه (گنکه سوراخ) مربوط به هزاره اول قبل از میلاد است و در شهرستان سقز، بخش زیویه، روستای زیویه واقع شده و این اثر در تاریخ ۴ دی ۱۳۴۶ با شمارهٔ ثبت ۷۶۲ به‌عنوان یکی از آثار ملی ایران به ثبت رسیده است. از این تپه باستانی اشیا با ارزش بسیاری کشف شده که همگی در موزه ایران باستان قرار دارند. این تپه باستانی اکنون شرایط مساعدی ندارد و نگهداری از آن به‌طور شایسته‌ای صورت نمی‌گیرد.